# 長沙郡
長沙郡（ちょうさ-ぐん）は、中国にかつて存在した郡。秦代から唐代にかけて、現在の湖南省長沙市一帯に設置された。

## 概要
秦のとき長沙郡が立てられた。
紀元前202年（高帝5年）、呉芮が長沙王となり、長沙国が立てられた。紀元前157年（文帝後7年）、長沙王呉著が死去し、後嗣がいなかったため、長沙国は廃止された。紀元前155年（景帝2年）、劉発が長沙王となり、長沙国が立てられた。前漢の長沙国は荊州に属し、臨湘・羅・連道・益陽・下雋・酃・烝陽・湘南・昭陵・攸・茶陵・容陵・安成の13県を管轄した。王莽のとき、填蛮郡と改められた。
後漢が建てられると、長沙郡と改められた。長沙郡は臨湘・羅・醴陵・連道・益陽・下雋・酃・湘南・昭陵・攸・茶陵・容陵・安成の13県を管轄した。
晋のとき、長沙郡は臨湘・攸・羅・醴陵・下雋・劉陽・建寧・呉昌・蒲圻・巴陵の10県を管轄した。
南朝宋のとき、長沙国は湘州に属し、臨湘・攸・羅・醴陵・瀏陽・建寧・呉昌の7県を管轄した。
南朝斉のとき、長沙郡は臨湘・湘陰・羅・醴陵・瀏陽・建寧・呉昌の7県を管轄した。
589年（開皇9年）、隋が南朝陳を滅ぼすと、長沙郡は廃止されて、潭州に編入された。607年（大業3年）に州が廃止されて郡が置かれると、潭州は長沙郡と改称された。長沙郡は長沙・衡山・益陽・邵陽の4県を管轄した。
621年（武徳4年）、唐が蕭銑を平定すると、長沙郡は潭州と改められた。742年（天宝元年）、潭州は長沙郡と改称された。758年（乾元元年）、長沙郡は潭州と改称され、長沙郡の呼称は姿を消した。